# Strzelanina w przedszkolu w Wieszkajmie
Strzelanina w przedszkolu w Wieszkajmie – strzelanina, która miała miejsce 26 kwietnia 2022 roku w przedszkolu w miejscowości Wieszkajma w obwodzie uljanowskim w Rosji.
W wyniku strzelaniny 5 osób zostało zabitych, w tym dwoje dzieci, opiekunka, sąsiad sprawcy i uzbrojony w strzelbę typu IZh-27 26-letni napastnik Rusłan Achtjamow, który popełnił samobójstwo po ataku, ranna w rękę została pracowniczka zaatakowanego przedszkola. Atak wydarzył się w czasie kiedy dzieci w przedszkolu miały przerwę na sen. Było to następne masowe zabójstwo w szkole w Rosji w ciągu kilku wcześniejszych lat po atakach na szkoły w Kazaniu i Permie w 2021 roku.
Przedstawiciele władz rosyjskich potwierdzili, że broń nie była własnością sprawcy – najprawdopodobniej sprawca zabrał broń palną sąsiadowi po jego zabiciu.

## Sprawca
Sprawcą strzelaniny był 26-letni mieszkaniec okolic Rusłan Achtjamow. Przed atakiem był leczony psychiatrycznie z powodu nieokreślonych zaburzeń psychicznych, był też skonfliktowany  z rodzicami.

## Ofiary strzelaniny
W wyniku strzelaniny zginęło 5 osób: dwójka dzieci, chłopiec i dziewczynka, w wieku 5 i 6 lat, 35-letnia opiekunka, 68-letni sąsiad sprawcy i 26-letni sprawca-samobójca. 1 osoba, pracowniczka przedszkola, została ranna w rękę.

## Reakcje
W późniejszej reakcji na zdarzenie, wzmocniono ochronę przedszkoli przez służby policyjne w obwodzie uljanowskim, a następnie w innych częściach kraju. Rodziny ofiar strzelaniny otrzymały wsparcie psychologiczne i medyczne. Kondolencje z powodu ataku wyrazili gubernator obwodu uljanowskiego i przedstawicielka rosyjskiego biura praw obywatelskich.